# Robert Meyding
Robert Meyding (* 31. Juli 1876 in Cleversulzbach; † 10. August 1950 in Stuttgart) war ein deutscher Jurist.

## Leben
Der Sohn eines evangelischen Pfarrers besuchte evangelischen Seminare in Schöntal und Urach leistete danach von 1894 bis 1895 seinen Wehrdienst als Einjährig-Freiwilliger. Er studierte an Eberhard Karls Universität Tübingen von 1894 bis 1899 zunächst evangelische Theologie und anschließend Rechtswissenschaften. Seit 1894 war er Mitglied der Verbindung Normannia Tübingen (1934–1935 Burschenschaft Normannia Tübingen in der DB).  Er legte 1900 die erste und 1903 die zweite höhere Justizdienstprüfung ab. 
Von 1904 bis 1906 war er in unselbständiger Verwendung an den Amtsgerichten Böblingen und Göppingen tätig. Ab 1906 war er im württembergischen Departement des Kirchen- und Schulwesens (Kultusministerium) tätig. Dort wurde 1907 Regierungsrat und 1919 Ministerialrat. Von 1928 bis 1945 war er dort als Ministerialdirektor höchster Beamter 
und Vertreter der Minister Wilhelm Bazille und Christian Mergenthaler.
1924 wurde ihm von der juristischen Fakultät der Universität Tübingen die Ehrendoktorwürde verliehen.
Meyding war evangelischer Konfession, verheiratet und hatte drei Kinder.